# Hans-Jürgen Seraphim
Hans-Jürgen Seraphim (* 3. Februar 1899 in Riga; † 11. September 1962 in Beelen bei Warendorf) war ein deutscher Wirtschaftshistoriker.

## Leben
Hans-Jürgen war der Bruder von Peter-Heinz Seraphim und der Cousin von Hans-Günther Seraphim. Er studierte 1918–1922 Wirtschafts- und Staatswissenschaften an den Universitäten Königsberg und Graz. 1923 promovierte er an der Universität Königsberg zum Thema »Die ländliche Besiedlung Westsibiriens durch Russland«. 1924–1927 arbeitete er als Privatdozent für Nationalökonomie, Finanzwissenschaft und Statistik an der Universität Breslau, anschließend, 1927–1930, als a.o. Professor und 1930–1935 als o. Professor an der Universität Rostock. Er bekam 1935 an der Universität Leipzig den Lehrstuhl für Nationalökonomie und wurde damit Nachfolger des 1933 von den Nationalsozialisten verwiesenen Gerhard Kessler. Seraphim dozierte im 1929 gegründeten Institut für Mittel- und Südosteuropäische Wirtschaftsforschung der Universität Leipzig. Von 1941 bis 1944 leitete er die Abteilung Wirtschaft am Osteuropa-Institut der Universität Breslau. Seraphim leitete zudem die Breslauer Hochschularbeitsgemeinschaft für Raumforschung.
Nach Ende des Zweiten Weltkrieges wurden in der Sowjetischen Besatzungszone Seraphims Schriften Friedrich List und wir Deutsche der Gegenwart (Hinstorff, Rostock 1934), Deutsche Bauern- und Landwirtschaftspolitik (Bibliographisches Institut, Leipzig 1939), Das System der bolschewistischen Wirtschaftspolitik (Korn, Breslau 1942) und Deutsch-südosteuropäische Wirtschaftsgemeinschaft (Junker und Dünnhaupt, Berlin 1943) auf die Liste der auszusondernden Literatur gesetzt. In der Deutschen Demokratischen Republik folgte auf diese Liste noch sein Deutsche Bauernpolitik (Junker und Dünnhaupt, Berlin 1936).
1946–1962 war Seraphim o. Prof. für Volkswirtschaftslehre an der Universität Münster, ab 1947 bis 1962 zugleich auch Direktor des Instituts für Genossenschaftswesen sowie des Instituts für Siedlungs- und Wohnungswesen an der WWU in Münster. Er starb 1962 an den Folgen eines Autounfalls.

## Veröffentlichungen (Auswahl)
- Neuere russische Wert- und Kapitalzinstheorien, Verlag Walter de Gruyter: Berlin 1925
- mit Wilhelm Seedorf (Hg.): Joh. Heinr. von Thünen zum 150. Geburtstag. Versuch der Würdigung einer Forscherpersönlichkeit, Rostock: Hinstorffs 1933
- mit Eugen Hermann Sieber, Karl Thalheim (Hg.): Der sächsische Wirtschaftsraum. Leipziger Beiträge zur Raumforschung, 5 Bände, Leipzig Buske 1938–1939
- Zehn Jahre Institut für mittel- und südosteuropäische Wirtschaftsforschung, in: Leipziger Vierteljahresschrift für Südosteuropa, 1. Jg. (1937/38), Heft 4.[8]
- Die Eingliederung der Landwirtschaft des Donau- und Schwarzmeerraumes in die werdende kontinentaleuropäische Wirtschaftsgemeinschaft, in: Donaueuropa. Zeitschrift für die Probleme des europäischen Südostens, Budapest (1942), Heft 6[9]
- Das Heuerlingswesen in Nordwestdeutschland (= Veröffentlichung des Provinzialinstituts für westfälische Landes- und Volkskunde, Reihe I: Wirtschafts- und verkehrswissenschaftliche Arbeiten, Heft 5), Münster 1948
- Die Wirtschaft Ostdeutschlands vor und nach dem Zweiten Weltkrieg, in: Die deutschen Ostgebiete. Ein Handbuch, hrsg. vom Göttinger Arbeitskreis, Brentano: Stuttgart 1952.
- Die Heimatvertriebenen in der Sowjetzone, Untersuchungen zum deutschen Vertriebenen- und Flüchtlingsproblem, Duncker & Humblot, Berlin (W) 1954
- Theorie der allgemeinen Volkswirtschaftspolitik, Vandenhoeck & Ruprecht Göttingen 1955
- Studien zu Wohnungswirtschaft und Städtebau. Gedächtnisschrift für Dr. Dr. Otto Kämper, Müller: Köln-Braunsfeld 1963